# Sarawakus sordidus
Sarawakus sordidus är en svampart som först beskrevs av Yoshim. Doi, och fick sitt nu gällande namn av Samuels & Rossman 1992. Sarawakus sordidus ingår i släktet Sarawakus och familjen Hypocreaceae.   Inga underarter finns listade i Catalogue of Life.